# NGC 5670
NGC 5670 ist eine 12,0 mag helle Linsenförmige Galaxie vom Hubble-Typ S0 im Sternbild Wolf und etwa 123 Millionen Lichtjahre von der Milchstraße entfernt.
Sie wurde am 1. Juli 1834 von John Herschel mit einem 18-Zoll-Spiegelteleskop entdeckt, der bei zwei Beobachtungen „vF, S, lE, between 2 stars 13 and 14m, forming northern side of a trapezium of four stars; one of the others is 8th mag.“ und „vF, E, between 2 stars and has a large star S.p.“ notierte.